# Карбовник, Михал
Михал Карбовник (пол. Michał Karbownik; 13 марта 2001) — польский футболист, защитник немецкого клуба «Герта».

## Клубная карьера
Воспитанник варшавской «Легия». В основном составе дебютировал 25 августа 2019 года в матче польской Экстракласа против ЛКС.
В январе 2020 года был включён официальным сайтом УЕФА в список «50 лучших молодых талантов в футболе» со следующим комментарием: «левоногий защитник, который может играть на позиции Н’Голо Канте в полузащите, Карбовник уже является игроком основы «Легии» и может стать самым дорогим игроком в истории Экстракласа, когда покинет команду».
В октябре 2020 года английский клуб «Брайтон энд Хоув Альбион» объявил о соглашении о его трансфере. Однако до конца календарного 2020 года Михал продолжал выступать за «Легию» на правах аренды.
28 августа 2021 года был отдан в аренду на сезон с правой выкупа в греческий клуб «Олимпиакос». 12 сентября дебютировал в греческой Сурперлиге в домашнем матче против афинского «Атромитоса».

## Карьера в сборной
Выступал за сборные Польши до 15, до 16, до 17, до 18 и до 19 лет. В октябре 2020 года дебютировал в составе главной сборной Польши.

## Достижения
Легия
- Чемпион Польши: 2019/20, 2020/21